# 帕特里克·许尔利曼
帕特里克·许尔利曼（德語：Patrick Hürlimann，1963年7月9日—），瑞士男子冰壶运动员。他曾代表瑞士获得1998年冬季奥运会冰壶比赛男子团体金牌。他也在世界男子冰壶锦标赛上获得一枚银牌和两枚铜牌。